# Danze (Pierluigi Castellano)
Danze è il secondo album del compositore romano Pierluigi Castellano, pubblicato nel 1986 dall'etichetta Mantra Records. Danze è una collezione di musiche composte per spettacoli di danza e per il documentario A futura memoria: Pier Paolo Pasolini.
La copertina è una riproduzione dell'opera La Melancolia di Bruno Ceccobelli.

## Tracce
1. Cookin' You per Pallida Duna di Fabrizio Monteverde
2. Astasia per Pallida Duna di Fabrizio Monteverde
3. Nella Notte per La fabbrica tenebrosa del corpo di Enzo Cosimi
4. La Fabbrica Tenebrosa Del Corpo per La fabbrica tenebrosa del corpo di Enzo Cosimi
5. Pasolini per A futura memoria: Pier Paolo Pasolini di Ivo Barnabò Micheli
6. Depero per La fabbrica tenebrosa del corpo di Enzo Cosimi
7. Fru-Fru per Pallida Duna di Fabrizio Monteverde
8. ..Acque per ..Acque di Enzo Cosimi
9. Fanfara per Pallida Duna di Fabrizio Monteverde
10. Fine Senza Fine per Pallida Duna di Fabrizio Monteverde

## Formazione
- Pierluigi Castellano - sintetizzatore
- Maurizio Lazzaro - chitarra elettrica
- Alfredo Santolici - sassofono
- Valerio Serangeli - basso elettrico
- Antonello Leofreddi - violino
- Patrizia Nasini - voce

## Danze (Remastered)
Nel 2000, esce una nuova edizione dell'album che presenta i brani ordinati in maniera diversa ed un nuovo missaggio oltre a numerosi inediti.

### Tracce
1. Cookin' You - 4'40" - per Pallida Duna di Fabrizio Monteverde
2. Astasia - 7'21" - per Pallida Duna di Fabrizio Monteverde
3. Nella Notte - 2'26" - per La fabbrica tenebrosa del corpo di Enzo Cosimi
4. La Fabbrica Tenebrosa Del Corpo - 1'26"- per La fabbrica tenebrosa del corpo di Enzo Cosimi
5. Pasolini -3'43" - per A futura memoria: Pier Paolo Pasolini di Ivo Barnabò Micheli
6. Depero - 2'56" - per La fabbrica tenebrosa del corpo di Enzo Cosimi
7. Fru-Fru- 3'58" - per Pallida Duna di Fabrizio Monteverde
8. ..Acque Suite (Solo) - 1'40" - per ..Acque di Enzo Cosimi
9. ..Acque Suite (Quintetto) - 1'10" - per ..Acque di Enzo Cosimi
10. ..Acque Suite (Quartetto) - 2'51" - per ..Acque di Enzo Cosimi
11. Fanfara - 3'39" - per Pallida Duna di Fabrizio Monteverde
12. Fine Senza Fine - 4'06" - per Pallida Duna di Fabrizio Monteverde
13. Bamboo Dance - 3'15" - per ..Acque di Enzo Cosimi
14. Nelle acque - 2'38" - per ..Acque di Enzo Cosimi
15. Orione song - 2'47" - per il programma radiofonico Orione di Rai Radio 3
16. Hero Leandri - 7'02" - per Tatto di Enrica Palmieri
17. Heart of darkness - 4'18" - per Tatto di Enrica Palmieri